# 東涌人
東涌人（英語：Tung Chung Future），是一個香港已解散的本土派的社區團體，專注於離島區及新界西的社區事務，發起人為前任離島區議會議員王進洋。
東涌人由一些東涌居民因2014年末發生的雨傘革命而啟發，創立此組織抗衡一直被親中派佔多數的離島區議會議席。在2015年香港區議會選舉，民建聯副主席兼離島區末代委任議員周浩鼎與王進洋對決，最終周浩鼎以244票之差險勝取得1,917票的王進洋。2019年香港區議會選舉中，王進洋再次參選，選區因應周浩鼎的雙料議員身份得到傳媒關注，王進洋最終以5,049票勝選。

## 事件
東涌人防疫街站
2020年2月1日，東涌人因COVID-19疫情嚴重將原本的元宵節活動改為防疫街站，為東涌街坊提供防疫資訊。 （页面存档备份，存于）
東涌人新春義剪服務
2020年1月11日，「東涌人」於新年前在富東邨新東閣對出為長者進行義剪服務，並有義工寫揮春派發給東涌街坊。

### 入稟覆核三跑
2015年6月15日，「東涌人」社區發展主任王進洋在環保團體「環保觸覺」的協助下往高院呈交入稟申請，認為計劃的融資及空域安排違反《基本法》，要求法庭撤銷行政會議在2015年3月批准三跑工程「上馬」的決定。

### 2018年「光復東涌」集會
2018年11月9日，香港警察向香港本土派組織「東涌人」發出不反對通知書，「東涌人」計劃在2018年11月11日針對沒有在地接送的領隊及一人帶多團的當地導遊作出行動，又計劃包圍涉及違規的帶隊人並交予警方執法。大嶼山發展諮詢委員會早在2016年1月發表報告，建議在大嶼山進行多項發展。但當地人指報告末有聽取他們的意見，無視當地生態。當時，「東涌人」成員王進洋就特區政府配合中國大陸的十三五規劃，已提出過光復東涌的行動。。
「東涌人」的facebook已發出提醒公告，「光復行動」於下午2時30分開始，以打擊「不明來歷旅行團」。據報當日行動還末開始，有中國大陸導遊稱只帶遊客到口岸而不進入東涌。光復行動開始不久，有示威者在附近走動。警方質疑是次集會變成了遊行，因而截查王進洋並予以警告。王進洋隨即宣布解散集會，稱示威者可自由行動，繼續打擊非法旅行團。2018年11月25日，王進洋強調「東涌人」不同意「搞亂東涌」的指控，但同意金巴限量售票後改善擠逼情况，同時聲言東涌再被迫滿便會再發起光復行動。

## 議員

### 區議員
東涌人共有1個區議會議席，議員包括：
| 區議會 | 選區號碼 | 選區   | 議員   | 2020-2023 | 備註                 |
| ------ | -------- | ------ | ------ | --------- | -------------------- |
| 離島區 | T04      | 東涌南 | 王進洋 |           | 向區議會申報為無黨籍 |